# Nathan Lieuwen
Nathan Lieuwen, född 8 augusti 1991, är en kanadensisk professionell ishockeymålvakt som tillhör Buffalo Sabres i NHL och spelar för Rochester Americans i AHL. Han har tidigare spelat på lägre nivå för Greenville Road Warriors i ECHL och Kootenay Ice i WHL.
Lieuwen draftades i sjätte rundan i 2011 års draft av Buffalo Sabres som 167:e spelare totalt.

## Statistik
M = Matcher, V = Vinster, F = Förluster, O = Oavgjorda, ÖF = Förluster på övertid eller straffar, MIN = Spelade minuter, IM = Insläppta Mål, N = Hållit nollan, GIM = Genomsnitt insläppta mål per match, R% = Räddningsprocent

### Grundserie
| Uppdaterad: 2014-03-30 | Uppdaterad: 2014-03-30   | Uppdaterad: 2014-03-30 | Uppdaterad: 2014-03-30 | Uppdaterad: 2014-03-30 | Uppdaterad: 2014-03-30 | Uppdaterad: 2014-03-30 | Uppdaterad: 2014-03-30 | Uppdaterad: 2014-03-30 | Uppdaterad: 2014-03-30 | Uppdaterad: 2014-03-30 | Uppdaterad: 2014-03-30 | Uppdaterad: 2014-03-30 |  |
| Säsong                 | Lag                      | Liga                   | M                      | V                      | F                      | O                      | ÖF                     | MIN                    | IM                     | N                      | GIM                    | R%                     |  |
| ---------------------- | ------------------------ | ---------------------- | ---------------------- | ---------------------- | ---------------------- | ---------------------- | ---------------------- | ---------------------- | ---------------------- | ---------------------- | ---------------------- | ---------------------- |  |
| 2007–2008              | Westside Warriors        | BCHL                   | 13                     | 9                      | 2                      | 0                      | —                      | 710                    | 23                     | 0                      | 1.94                   | .931                   |  |
|                        | Kootenay Ice             | WHL                    | 3                      | 1                      | 1                      | 2                      | —                      | 184                    | 10                     | 0                      | 3.26                   | .910                   |  |
| 2008–2009              | Kootenay Ice             | WHL                    | 37                     | 14                     | 12                     | 2                      | —                      | 1915                   | 94                     | 3                      | 2.94                   | .885                   |  |
| 2009–2010              | Kootenay Ice             | WHL                    | 26                     | 10                     | 10                     | 0                      | —                      | 1244                   | 64                     | 0                      | 3.09                   | .896                   |  |
| 2010–2011              | Kootenay Ice             | WHL                    | 55                     | 33                     | 16                     | 4                      | —                      | 3098                   | 144                    | 3                      | 2.79                   | .903                   |  |
| 2011–2012              | Kootenay Ice             | WHL                    | 57                     | 27                     | 20                     | 8                      | —                      | 3340                   | 139                    | 3                      | 2.50                   | .914                   |  |
| 2012–2013              | Greenville Road Warriors | ECHL                   | 27                     | 14                     | 10                     | 2                      | —                      | 1598                   | 78                     | 1                      | 2.93                   | .903                   |  |
|                        | Rochester Americans      | AHL                    | 4                      | 1                      | 2                      | 0                      | —                      | 204                    | 9                      | 1                      | 2.65                   | .919                   |  |
| 2013–2014              | Buffalo Sabres           | NHL                    | 4                      | 0                      | 2                      | —                      | 0                      | 180                    | 9                      | 0                      | 3.00                   | .901                   |  |
|                        | Rochester Americans      | AHL                    | 32                     | 17                     | 11                     | 2                      | —                      | 1796                   | 70                     | 2                      | 2.34                   | .922                   |  |
| NHL totalt             | NHL totalt               | NHL totalt             | 4                      | 0                      | 2                      | —                      | 0                      | 180                    | 9                      | 0                      | 3.00                   | .901                   |  |
| AHL totalt             | AHL totalt               | AHL totalt             | 36                     | 18                     | 13                     | 2                      | —                      | 2000                   | 79                     | 3                      | 2.49                   | .920                   |  |
| WHL totalt             | WHL totalt               | WHL totalt             | 178                    | 87                     | 59                     | 14                     | —                      | 9781                   | 451                    | 9                      | 2.91                   | .901                   |  |

### Slutspel
| Säsong     | Lag               | Liga       | M  | V  | F | MIN  | IM | N | GIM  | R%   |
| ---------- | ----------------- | ---------- | -- | -- | - | ---- | -- | - | ---- | ---- |
| 2007–2008  | Westside Warriors | BCHL       | 3  | 0  | 2 | 139  | 10 | 0 | 4.32 | —    |
| 2009–2010  | Kootenay Ice      | WHL        | 3  | 0  | 1 | 125  | 4  | 0 | 1.92 | .892 |
| 2010–2011  | Kootenay Ice      | WHL        | 19 | 16 | 3 | 1178 | 44 | 3 | 2.24 | .923 |
| 2011–2012  | Kootenay Ice      | WHL        | 4  | 0  | 4 | 238  | 14 | 0 | 3.53 | .896 |
| WHL totalt | WHL totalt        | WHL totalt | 26 | 16 | 8 | 1541 | 62 | 3 | 2.56 | .903 |